# Гледстон (Орегон)
Гледстон (енгл. Gladstone) град је у америчкој савезној држави Орегон.

## Демографија
По попису из 2010. године број становника је 11.497, што је 59 (0,5%) становника више него 2000. године.
| Група             | 2000.          | 2010.         |
| Белци             | 10.086 (88,2%) | 9.760 (84,9%) |
| Афроамериканци    | 82 (0,7%)      | 99 (0,9%)     |
| Азијати           | 241 (2,1%)     | 180 (1,6%)    |
| Хиспаноамериканци | 700 (6,1%)     | 1.001 (8,7%)  |
| Укупно            | 11.438         | 11.497        |